# Cristian Zamora
Cristian Eduardo Zamora Matute (Cuenca, 1981) es un ingeniero industrial, profesor y político ecuatoriano. Es el actual alcalde de Cuenca, desde el 14 de mayo de 2023.

## Biografía
Cristian nació en el año de 1981, en la ciudad ecuatoriana de Cuenca.
Realizó estudios en el Colegio Rafael Borja, de los Jesuitas.
Tras realizar estudios en la Universidad de Cuenca, en 2005 obtuvo el título de ingeniero industrial.
En 2008, obtuvo el título de maestro en Ciencias, con especialización en Sistemas de Productividad y Calidad, por el Instituto Tecnológico de Monterrey.
Posteriormente, en 2012 tras realizar estudios en el EGADE Business School y en la Escuela Politécnica Federal de Lausana, obtuvo el doctorado en Ciencias Administrativas (Ph.D.).
También cuenta con un diplomado en Política Públicas (2012), del EGAP Gobierno y Política Pública y del Instituto Tecnológico de Monterrey.

### Trayectoria
En 2003, laboró en Indurama. Luego pasó a ser secretario particular del alcalde Marcelo Cabrera, entre 2005 y 2007.
Se desempeñó como investigador del EGADE Business School (2009-2012). 
En 2012, fue profesor de maestría en el Centro de Estudios Cristóbal Colón de Veracruz (México). Ejerció la docencia en la Universidad de Cuenca, en varias ramas de la ingeniería, siendo también director de tesis, entre 2013 y 2018.

## Vida política
Incursionó en la política, en las elecciones seccionales de 2014, obteniendo un edil en el Concejo Municipal de Cuenca, por el movimiento Igualdad. Participó en las elecciones seccionales de 2019, como candidato a la reelección, por la alianza Participa-Juntos Podemos, lográndolo.
En 2021, se afilió al partido Izquierda Democrática.

### Candidato a la alcaldía de Cuenca (2023)
En 2022, fue elegido precandidato y posterior candidato, por la alianza ¡Atrévete! Juntos por el Cambio, para ocupar la Alcaldía de Cuenca, en las elecciones seccionales de 2023. Tras los comicios, fue elegido como el virtual alcalde de Cuenca, por liderar el escrutinio de la votación con el 18,58% de los votos.

### Alcaldía de Cuenca
El 14 de mayo de 2023, se llevó a cabo el cambio de mando y la toma de posesión de Zamora como alcalde de Cuenca.